# Richard Nevill, 2. Baron Latymer
Richard Nevill, 2. Baron Latymer (auch Neville, * 1468; † Dezember 1530 auf Snape Castle, Yorkshire) war ein englischer Adliger und Politiker.

## Leben
Er war der älteste Sohn des Sir Henry Neville aus dessen Ehe mit Joanna Bourchier, Tochter des John Bourchier, 1. Baron Berners. Sein Vater war der älteste Sohn des George Nevill, 1. Baron Latymer.
Er war noch ein Säugling als sein Vater während der Rosenkriege im Juli 1469 in der Schlacht von Edgecote Moor fiel. Als im Dezember 1469 auch sein Großvater starb, erbte er dessen Adelstitel als Baron Latymer. Während seiner Minderjährigkeit stand er unter der Vormundschaft seines Onkels Thomas Bourchier, Kardinal und Erzbischof von Canterbury, während seine Ländereien bis 1491 von der Krone verwaltet wurden.
Er stand loyal auf Seiten König Heinrich VII. und beteiligte sich an der Niederschlagung der Aufstände der Hochstapler Lambert Simnel in der Schlacht von Stoke (1487) und Perkin Warbeck (1496/97).
1513 kämpfte er in der Schlacht von Flodden Field gegen die Schotten. Am 13. Juli 1530 war er einer der Unterzeichner der Petition mit der Papst Clemens VII. gebeten wurde, König Heinrich VIII. von Katharina von Aragon zu scheiden.
Er starb Ende 1530 auf seiner Familiensitz Snape Castle in North Yorkshire und wurde am 28. Dezember 1530 neben seiner ersten Gattin in der St.-Michael-Kirche im nahegelegenen Ort Well begraben.

## Ehen und Nachkommen
Um 1490 heiratete er in erster Ehe Anne Stafford, Tochter des Sir Humphrey Stafford, Gutsherr von Grafton in Worcestershire und Blatherwyck in Northamptonshire. Mit ihr hatte er neun Söhne und sechs Töchter:
- John Nevill, 3. Baron Latymer (1493–1543), sein Erbe;
- Hon. Margaret Nevill (1495–nach 1542) ⚭ 1505 Hon. Edward Willoughby;
- Hon. Dorothy Nevill (* 1496) ⚭ Sir John Dawnay, of Cowick;
- Hon. William Nevill, of Penwyn (* 1497) ⚭ Elizabeth Greville;
- Hon. Catherine Nevill (* 1498);
- Hon. Thomas Nevill, of Pigott’s Hardley (1502–1544), ⚭ Mary Teye;
- Hon. John Nevill (* 1503);
- Hon. Humphrey Nevill (* 1505);
- Hon. Marmaduke Nevill, of Marks Teye (1506–1545), ⚭ Elizabeth Teye;
- Rev. Hon. George Nevill (* 1509)
- Hon. Elizabeth Nevill (* 1500) ⚭ Sir Christopher Danby, of Thorpe Place and Farnley;
- Hon. Susanna Nevill (* 1501) ⚭ Richard Norton, of Norton;
- Hon. Christopher Nevill (* 1511; † jung);
- Hon. Christopher Nevill, of Gray’s Inn (* 1513);
- Hon. Joan Nevill.

In zweiter Ehe heiratete er 1502 Margaret Danby († 1521), Witwe des Sir James Strangways. Die Ehe blieb kinderlos.